# Hadj Mahmoud
Hadj Mahmoud (Szúsza, 2000. április 24. –) tunéziai labdarúgó, a svájci Lugano középpályása.

## Pályafutása
Mahmoud a tunéziai Szúsza városában született. Az ifjúsági pályafutását a helyi Étoile du Sahel akadémiájánál kezdte.
2019-ben mutatkozott be az Étoile du Sahel felnőtt csapatában. 2021. augusztus 25-én a svájci első osztályban szereplő Lugano szerződtette. Először a 2021. szeptember 23-ai, Grasshoppers ellen 1–1-es döntetlennel zárult mérkőzés 86. percében, Stefano Guidotti cseréjeként lépett pályára. Első gólját 2021. november 7-én, a Lausanne-Sport ellen 2–0-ra megnyert találkozón szerezte meg. 2022. augusztus 14-én, a Basel ellen idegenben 2–0-ás győzelemmel zárult bajnokin újra betalált az ellenfél hálójába.

## Statisztika
2022. szeptember 11. szerint.
| Klub     | Szezon   | Bajnokság          | Bajnokság | Bajnokság | Kupa  | Kupa  | Nemzetközi | Nemzetközi | Összesen | Összesen |
| Klub     | Szezon   | Bajnokság          | Mérk.     | Gólok     | Mérk. | Gólok | Mérk.      | Gólok      | Mérk.    | Gólok    |
| -------- | -------- | ------------------ | --------- | --------- | ----- | ----- | ---------- | ---------- | -------- | -------- |
| Lugano   | 2021–22  | Swiss Super League | 11        | 1         | 0     | 0     | —          | —          | 11       | 1        |
| Lugano   | 2022–23  | Swiss Super League | 6         | 1         | 0     | 0     | 2          | 0          | 8        | 1        |
| Összesen | Összesen | Összesen           | 17        | 2         | 0     | 0     | 2          | 0          | 19       | 2        |

## Sikerei, díjai
Lugano
- Svájci Kupa
  - Döntős (1): 2022–23

## Fordítás
Ez a szócikk részben vagy egészben  a   Hadj Mahmoud című angol Wikipédia-szócikk fordításán alapul.  Az eredeti cikk szerkesztőit annak laptörténete sorolja fel. Ez a jelzés csupán a megfogalmazás eredetét és a szerzői jogokat jelzi, nem szolgál a cikkben szereplő információk forrásmegjelöléseként.